# Brenda Bakke
Pour les articles homonymes, voir Bakke.
Brenda Bakke, née le 15 mai 1963, à Klamath Falls, Oregon, est une actrice américaine.

## Biographie
Élevée à Portland, Oregon, elle commence déjà à jouer dans quelque productions locales, puis elle se rend à Los Angeles pour perfectionner son jeu dramatique auprès de l’American Academy of the Dramatic Arts et commence ensuite sa carrière d'actrice, dans laquelle on retrouve bon nombre de rôle de "bad girls" ou de femme à la morale élastique.
Ses débuts dans Hardbodies 2 (1986) vont la cataloguer dans ce genre pour des petites productions vidéo. Paradoxalement c'est grâce à Hot Shots ! 2 (1993) qu'elle va se faire remarquer par les chasseurs de têtes du monde des acteurs, même si elle joue encore des rôles très discrets comme dans Piège à grande vitesse (1995) ou dans L.A. Confidential (1997).
Sa carrière s'épanouit aussi dans la télévision, par la participation à plusieurs séries, telle American Gothic (CBS, 1995), où son jeu alternatif jour/nuit est remarquable, ou encore Ryan Caulfield: Year One (Fox, 1999), où elle incarne la mère d'un adolescent qui travaille avec la police.

## Filmographie
- 1986 : Last Resort de Zane Buzby (en)  : Veroneeka
  - Hardbodies 2 : Morgan
- 1987 : Medium Rare
  - Fast Gun : Julie Comstock
- 1987 : High Mountain Rangers (téléfilm)
  - Star Trek : La Nouvelle Génération ("Star Trek : The Next Generation" série télévisée) épisode Justice : Rivan
- 1988 : 
  - Scavengers : Kimberly Blake
  - Dangerous Love : Chris
- 1988 : Le Retour du père (A Father's Homecoming téléfilm) : Pitzer infirmière
- 1989 : Nowhere to Run : Joannie
  - Another Chance : Sandy infirmière
  - Fist Fighter : Ellen
  - Gunhed (Ganheddo) : Texas Air Ranger Sgt. Nim
  - Death Spa : Laura Danvers
- 1990 : Ne touche pas à mon mari (Stolen: One Husband téléfilm) : Samantha
  - Le Père Dowling ("Father Dowling Mysteries" série télévisée) épisode The Showgirl Mystery : Claudia Marshall
- 1990 : Solar Crisis : Claire Beeson
- 1991 : L'Équipée du Poney Express ("The Young Riders" série télévisée) épisode The Peacemakers : Alice
- 1992 : The Medium
- 1992 : La loi est la loi ("Jake and the Fatman" série télévisée) épisode (5-10) : Un contrat en poche (Come Closer to Me) : Lori Menza
  - Secrets (téléfilm) : Sandy Warwick (autre titre : Danielle Steel's Secrets)
- 1993 : Hot Shots! 2 : Michelle Rodham Huddleston (autre titre : Des pilotes en l'air 2)
- 1993 : "Ned Blessing: The Story of My Life and Times" (série télévisée) : Wren
- 1994 : Twogether : Allison McKenzie
  - Terminal Voyage : Zinovitz
  - Deux doigts sur la gâchette (Gunmen) : Maria
- 1994 : Mystères à Santa Rita ("Second Chances" série télévisée) : Lara Peterson (autre titre : Mystères à Santa Rita)
  - épisode Miss Friendly Santa Rita
  - épisode Justifiable Jealousy
- 1995 : Brisco County ("The Adventures of Brisco County Jr." série télévisée) épisode Ned Zed : Frances McCabe
  - Lone Justice 2 : Wren
  - American Gothic (série télévisée) : Selena Coombs (18 épisodes, 1995-1996)
- 1995 : Le Cavalier du Diable (Tales from the Crypt: Demon Knight) : Cordelia
  - Piège à grande vitesse (Under Siege 2: Dark Territory) : Captain Linda Gilder
- 1996 : Frame by Frame
- 1997 : Trucks, les Camions de l'enfer (téléfilm) : Hope
- 1997 : L.A. Confidential de Curtis Hanson : Lana Turner
- 1998 : Shelter : Helena
- 1998 : The Fixer (téléfilm) : C.J.
  - Nobody Lives Forever (téléfilm) : Laurel Trevelyn
- 1999 : "Charmed" (série télévisée) épisode The Power of Two : Soul Collector
  - Ryan Caulfield (série télévisée) Mrs. Caulfield
    - épisode Pilot
    - épisode Po-Piggity and Other Racial Slurs
- 2000 : Time Loves a Hero : Alice
  - Warm Texas Rain : Kim
- 2001 : 
  - Popular (série télévisée)
    - épisode It's Greek to Me : Shaggy Louise Grout/Mary Lou Parker
    - épisode The News of My Death Has Been Greatly Exaggerated : Shaggy Louise Grout

  - Dark Angel (série télévisée) épisode Female Trouble : Dr. Adriana Vertes
  - Les Experts ("CSI: Crime Scene Investigation" série télévisée) épisode Burked : Bonnie Ritten
- 2001 : The Quickie : Jane
- 2002 : Hot Rush : vieille dame
  - Moving August : Ginny Forster
  - Groom Lake : Joyce
- 2004 : Leave No Trace : Victoria Blake
- 2004 : New York Police Blues (série télévisée) épisode I Love My Wives, But Oh You Kid : Claudia Weintraub
- 2016 : Esprits criminels : Unité sans frontières (série télévisée), épisode De Los Inocentes : Diana Reed
- 2017 : Grey's Anatomy (série télévisée), épisode Back Where You Belong : Gwen Nolan